# Anacanthobatis stenosoma
Anacanthobatis stenosoma är en rockeart som först beskrevs av Li och Hu 1982.  Anacanthobatis stenosoma ingår i släktet Anacanthobatis och familjen Anacanthobatidae. IUCN kategoriserar arten globalt som otillräckligt studerad. Inga underarter finns listade i Catalogue of Life.